# Пианконьо
Пианко̀ньо (на италиански: Piancogno, на източноломбардски: Pian e Cogn, Пиан е Кон) е малко градче и община в Северна Италия, провинция Бреша, регион Ломбардия. Разположено е на 251 m надморска височина. Населението на общината е 4684 души (към 2013 г.).